# Sanctuskaars
Een sanctuskaars wordt ook wel een consecratiekaars of canonkaars genoemd.
Deze kaars wordt aan de epistelzijde geplaatst. In een Stille Mis brandt de kaars vanaf het Sanctus tot na de Communie. Het is een voorgeschreven liturgisch gebruik.